# Microrregión de Almeirim
La microrregión de Almeirim es una de las microrregiones del estado brasileño del Pará perteneciente a la mesorregión Bajo Amazonas. Su población fue estimada en 2006 por el IBGE en 64.228 habitantes y está dividida en dos municipios. Posee un área total de 90.383,150 km².

## Municipios
- Almeirim
- Puerto de Moz

- Datos: Q2721366